# باب آرچر
باب آرچر (انگلیسی: Bob Archer؛ ۷ مارس ۱۸۹۹ – ۱۹۸۲ (۸۲−۸۳ سال)) بازیکن فوتبال اهل بریتانیا بود.
از باشگاه‌هایی که در آن بازی کرده‌است می‌توان به باشگاه فوتبال بریستول راورز و باشگاه فوتبال سوئیندون تاون اشاره کرد.